# Cezerye
Le Cezerye est une pâtisserie fine d'origine turque, à base de carotte caramelisée, enrobée de noix ou de pistaches et saupoudrée de copeau de noix de coco. Les cezeryes sont servis lors des grandes occasions. Il ressemble un peu au lokoum et au bonbon chinois, le hetao tang. Son nom vient du mot "cezer" qui veut dire carotte en arabe.